# Carlos Giner y Vidal
Carlos Giner y Vidal (Valencia, 1834-Valencia, 1917) fue un pintor español.

## Biografía
Nacido en 1834 en Valencia, fue discípulo de la Academia de San Carlos y en Madrid de la Escuela Superior de Pintura, en cuyas clases alcanzó varios premios. En las Exposiciones Nacionales de Bellas Artes celebradas en 1862 y 1864 presentó dos lienzos: Doña Juana la Loca mandando abrir el féretro de D. Felipe el Hermoso y Viaje de San Juan de la Cruz a Madrid. En 1868 pintó para la iglesia de San Nicolás de Valencia un lienzo representando el momento en que El pueblo valenciano acude a la iglesia de San Sebastián a contemplar el cadáver del beato Gaspar Bono y a arrojar sobre él flores. También fueron de su mano D. Quijote en casa de los Duques, numerosos retratos y las láminas de la obra Trajes y armas de los españoles de Danvila. Falleció el 10 de abril de 1917 en Valencia. Era hermano del músico Salvador Giner y Vidal.